# Analizador lógico

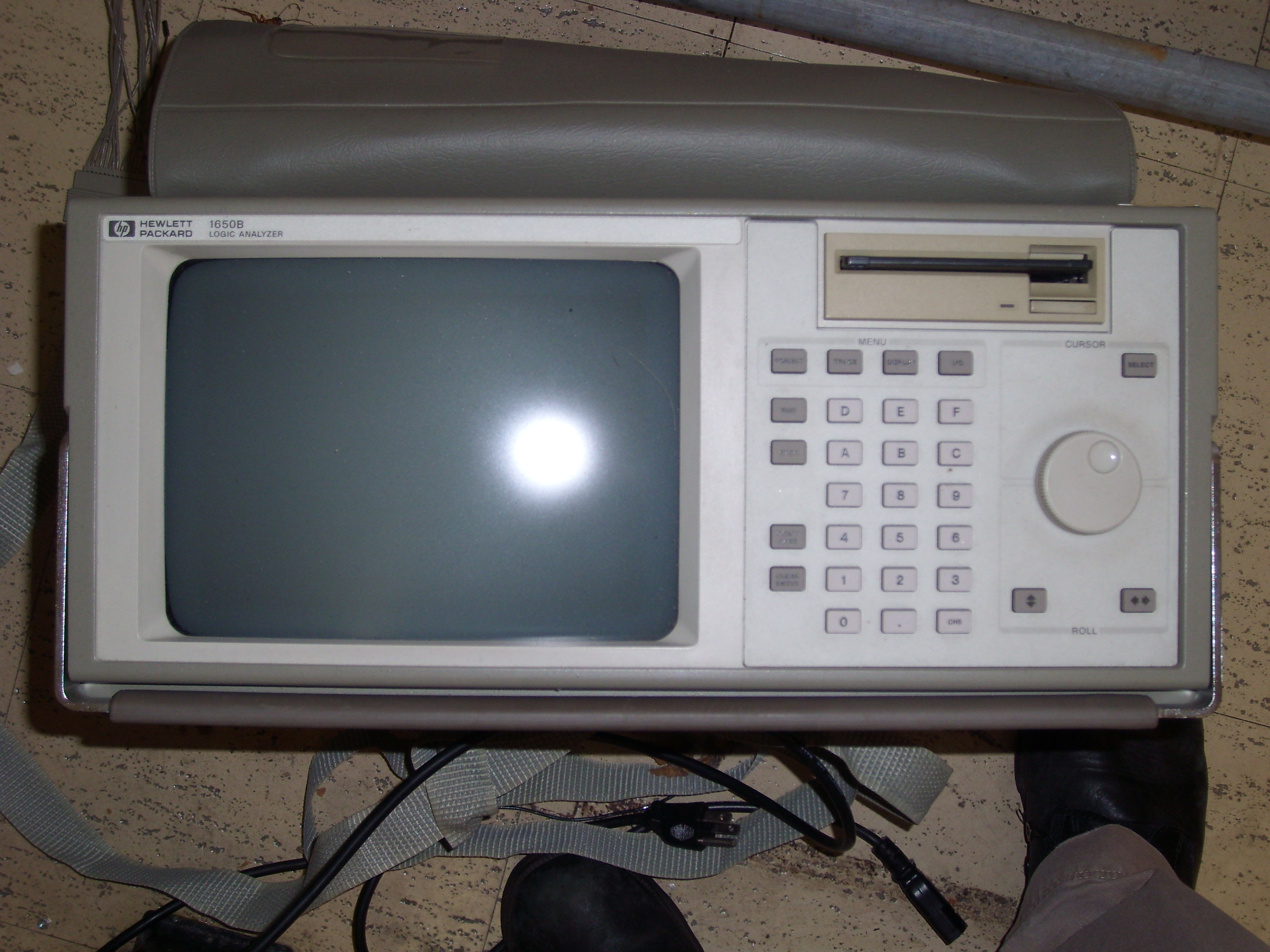
Analizador lógico.

Un analizador lógico es un instrumento de medida que captura los datos de un circuito digital y los muestra para su posterior análisis, de modo similar a como lo hace un osciloscopio, pero a diferencia de este, es capaz de visualizar las señales de múltiples canales. Además de permitir visualizar los datos para así verificar el correcto funcionamiento del sistema digital, puede medir tiempos entre cambios de nivel, número de estados lógicos, etc. La forma de capturar datos desde un analizador lógico es conectando una punta lógica apropiada en el bus de datos a medir.
Los analizadores son empleados principalmente para la detección de errores y comprobación de prototipos antes de su fabricación, comprobando las entradas y analizando posteriormente el comportamiento de sus salidas. 

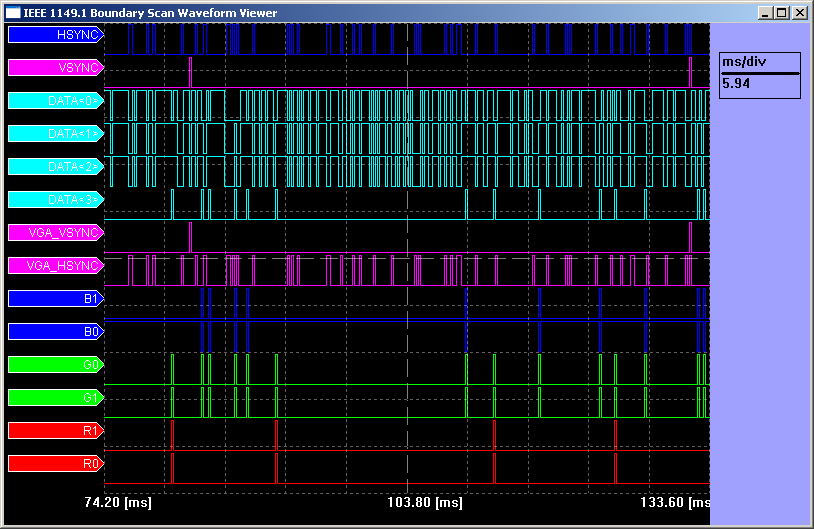
Ejemplo de visualización.

Un analizador lógico se inicia cuando en el circuito digital a analizar se da una determinada condición lógica. En ese momento el analizador copia una gran cantidad de datos digitales del sistema al que está conectado. Más tarde será posible visualizar estos datos e incluso ver el diagrama de flujo del sistema.
Cuando los analizadores lógicos empezaron a utilizarse, era común conectar varios cientos de "clipes" a un sistema digital. Los conectores específicos aparecieron más tarde. Actualmente, los computadores modernos han hecho que los analizadores lógicos hayan caído en desuso en muchos casos. Por ejemplo, muchos microprocesadores tienen apoyo hardware para el software de depuración. Muchos diseños digitales, incluso circuitos integrados, se simulan para encontrar fallos antes de ser construidos. Aunque tales simulaciones no reproducen exactamente las señales como un analizador lógico las puede obtener de un prototipo real, cubren la mayoría de las necesidades reales en cuanto a la depuración de un programa.
Además, los Analizadores Lógicos más avanzados cuentan con una conexión al PC donde se pueden ver los datos mediante un software.